# 乔丹·阮
乔丹·阮是一位澳大利亚生物医学工程师和发明家，出生于悉尼，毕业于悉尼科技大学，曾在澳大利亚广播公司、十號電視網主持过节目，并在TED大会做过主題演講。